# أنيلو بناريلو
أنيلو بناريلو (بالإيطالية: Aniello Panariello)‏ (8 أكتوبر 1988 بتوري دل غريكو في إيطاليا - ) هو لاعب كرة قدم إيطالي في مركزي الدفاع وقلب الدفاع. لعب مع نادي فياريجو ويو أس بركوليتزه 1932 وAC Giacomense ‏.